# La Salina
La Salina ist eine Insel im Norden der Lagune von Venedig. Sie hat eine Fläche von etwa 0,053 km² oder genauer 53.456 m². Ihren Namen erhielt sie, als sie von 1844 bis 1913 Zentrum der Meersalzgewinnung war.

## Geschichte
Vom 5. bis 9. Jahrhundert war die Insel ein Teil von Ammiana, einer Siedlung, die der Legende nach von Flüchtlingen vor den Hunnen unter Führung Attilas gegründet worden war, der 452 in Italien stand.
Eine zweite Flüchtlingswelle im 9. Jahrhundert war die Ursache für die Gründung eines Benediktinerklosters. Die Kirche und das Kloster San Felice e Fortunato gehen auf das Jahr 889 zurück, als die Mönche des Benediktinerklosters San Stefano vor den Ungarn, die Venetien plünderten, aus Altinum flohen. Das Kloster wurde zur Grablege für mehrere Dogen, darunter im Jahr 932 Orso II. Particiaco. 
Vom 12. bis 14. Jahrhundert wurden die Inseln von Ammiana nach und nach aufgegeben. Ähnlich erging es den Siedlungen von Costanziaca aufgrund der sich verschlechternden ökologischen und damit Lebensbedingungen. Mitte des 15. Jahrhunderts verließen die letzten Mönche das Kloster San Felice e Fortunato und gingen nach Venedig. Dort gründeten sie das Kloster San Filippo e Giacomo. Die zurückgelassenen Gebäude wurden beraubt und zerstört, die Insel blieb bis Mitte des 19. Jahrhunderts unbewohnt.
1844 wurde das zu dieser Zeit unter dem Namen Motta di San Felice bekannte La Salina zum Hauptsitz für ein groß angelegtes Projekt zur Meersalzgewinnung. Während dieser Arbeiten fand man die Überreste der frühmittelalterlichen Anlagen. Die Anlagen zur Salzgewinnung auf La Salina wurden 1857 fertiggestellt. Bis 1913 wurde hier Salz gewonnen. 
Einige Familien siedelten sich nach Einstellung der Salzgewinnung auf der Insel an und lebten vom Gartenbau und vom Fischfang. Der Kataster von 1932 vermerkt noch ein großes Gebäude mit Hofanlage, allerdings war sie nicht mehr in Gebrauch. Heute sind zwei Gebäude, wahrscheinlich die Ecktürme, noch erhalten. Mitte der 50er Jahre wurden die letzten Bewirtschaftungsversuche aufgegeben.
Ab 1992 wurde die Insel für den Agrotourismus hergerichtet, hinzu kommt Fischfang.